# Martha Raddatz
Martha Raddatz (Idaho Falls, 14 febbraio 1953) è una giornalista statunitense,  corrispondente principale per gli affari globali per ABC World News Tonight e altre trasmissioni della rete. Oltre al suo lavoro per ABC News, Raddatz ha scritto per The New Republic ed è spesso ospite del Washington Week della PBS. Raddatz è co-conduttrice di This Week with George Stephanopoulos..

## Biografia
Raddatz è nata a Idaho Falls, nell'Idaho. La sua famiglia si trasferì successivamente a Salt Lake City. Ha frequentato l'Università dello Utah ma ha abbandonato gli studi per lavorare in una stazione locale.
Prima del 1993, Raddatz è stata la corrispondente capo dell'affiliata di ABC News Boston WCVB-TV. Dal 1993 al 1998, Raddatz ha coperto il Pentagono per la National Public Radio. Raddatz ha iniziato il suo incarico alla ABC News nel 1999 come corrispondente del Dipartimento di Stato degli Stati Uniti d'America della rete e, nel maggio 2003, è diventata corrispondente senior per la sicurezza nazionale della ABC dall'Iraq. L'8 giugno 2006, Raddatz ricevette una soffiata secondo cui il terrorista Abu Musab al-Zarqawi era stato localizzato e ucciso. Questo suggerimento ha permesso a Raddatz e ABC News di diventare la prima organizzazione giornalistica al mondo a dare la notizia.
Nel 2014, Il Guardian ha affermato che Raddatz "è nota per avere delle fonti ben consolidate all'interno del Dipartimento della Difesa".

## Vita privata
Raddatz risiede ad Arlington, in Virginia, con il suo terzo marito, il giornalista Tom Gjelten. Ha due figli da due precedenti matrimoni: una figlia, Greta Bradlee, e un figlio, Jake Genachowski.  Il suo primo marito fu Ben Bradlee Jr., un giornalista vincitore del Premio Pulitzer per il Boston Globe,   biografo e figlio dell'ex direttore esecutivo del Washington Post Ben Bradlee. Il suo secondo marito era Julius Genachowski, presidente della Federal Communications Commission degli Stati Uniti sotto l'amministrazione Obama. Il presidente Barack Obama partecipò al loro matrimonio nel 1991, quando lui e Genachowski erano studenti alla Harvard Law School.